# Wirtszelle

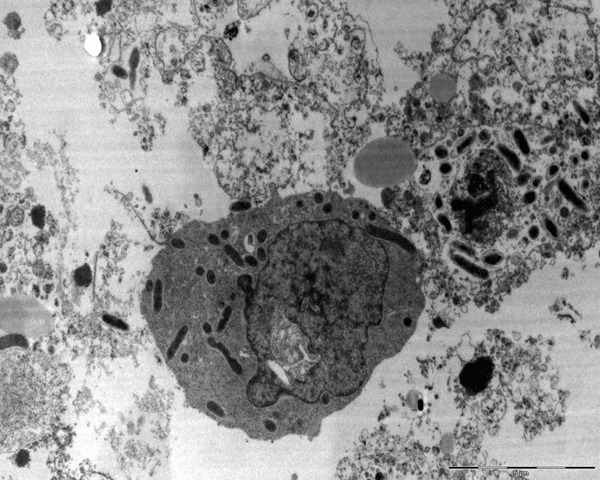
Rickettsia conorii im Zytoplasma einer Wirtszelle, TEM-Aufnahme, 100.000fache Vergrößerung

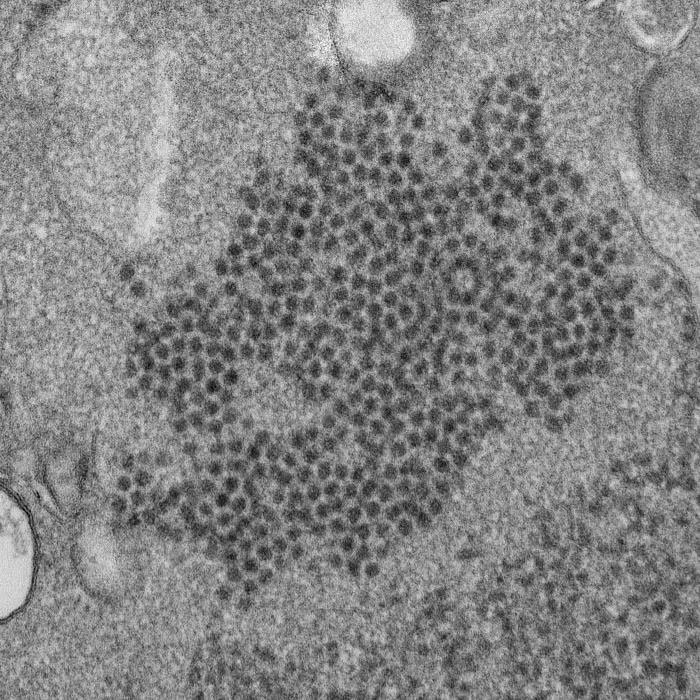
Virionen des Enterovirus D68 im Zytoplasma einer Wirtszelle, TEM-Aufnahme

Als Wirtszelle wird eine lebende Zelle bezeichnet, die von einem Virus, einem intrazellulären Bakterium oder einem intrazellulären Parasiten infiziert werden kann. Viren sind vollständig auf Wirtszellen angewiesen, da sie keinen eigenen Stoffwechsel besitzen und jenen der Wirtszelle zur Realisierung ihres genetischen Materials und der Replikation verwenden. Bei anderen intrazellulären Erregern kann neben der Vermehrung auch der Schutz vor dem Immunsystem des Wirtsorganismus oder (bei Infektion beweglicher Wirtszellen wie Makrophagen u. a.) die Verbreitung der Erreger im Wirtsorganismus eine Rolle bei der Infektion spielen.
Als Wirtszellen werden auch Zellen bezeichnet, die im Rahmen einer Endosymbiose eine oder mehrere andere Zellen als ‚Endosymbionten‘ in sich aufgenommen (phagocytiert) haben, ohne diese aufzulösen, so dass eine intrazelluläre Lebenspartnerschaft (Symbiose) zum beiderseitigen Vorteil entstand. Beispiele für Endosymbionten sind insbesondere Chloroplasten und Mitochondrien; eine Zwischenform zum Parasitismus kommt wiederum bei der Kleptoplastidie vor.
In der Gentechnik werden Zellen, in die Plasmide oder allgemein Fremd-DNAs eingeschleust und dort repliziert werden bzw. dort beabsichtigtermaßen besondere, meist medizinisch oder industriell nutzbare, Proteine durch Genexpression herstellen, ebenfalls als Wirtszellen bezeichnet. Wirtszellen werden in der Gentechnik zudem benutzt, um genetische Vektoren wie Plasmide und Viren herzustellen und zu lagern.

## Intrazelluläre Erreger
Erreger, die in eine Wirtszelle eindringen können, werden als intrazelluläre Erreger bezeichnet. Man unterscheidet obligate und fakultative intrazelluläre Erreger. Erstere sind in jedem Fall auf eine Wirtszelle angewiesen, letztere können diese nutzen, jedoch auch außerhalb einer Wirtszelle (extrazellulär) überleben und sich vermehren.
Obligat intrazelluläre Erreger:
Alle Viren
Bakterien:
- Chlamydien
- Ureaplasmen
- Mycoplasmen
- Rickettsien
- Coxiella burnetii
- Mycobacterium leprae

Pilze:
- Pneumocystis jirovecii

Protozoen:
- Plasmodium spp.
- Toxoplasma gondii
- Cryptosporidium parvum
- Trypanosoma cruzi
- Leishmania spp.

Fakultativ intrazelluläre Erreger:
Bakterien
- Mycobakterien
- Legionella pneumophila
- Yersinien
- Neisserien
- Brucella spp.
- Nocardia spp.
- Bartonella henselae
- Listeria monocytogenes
- Francisella tularensis
- Rhodococcus equi
- Salmonella typhi

Pilze:
- Cryptococcus neoformans
- Histoplasma capsulatum

## Infektion einer Wirtszelle
Die Infektion einer Wirtszelle beginnt damit, dass ein Pathogen an die Zelle anheftet und in sie eindringt. Je nach Pathogen werden spezifische Wirtszellen infiziert, wobei sowohl eukaryotische (Tiere, Pflanzen, Pilze) als auch prokaryotische Zellen (Bakterien) bei Viren als Wirtszelle vorkommen. Bei dieser spezifischen Infizierbarkeit spricht man vom Tropismus des Erregers bezüglich einer Wirtszelle.
Der Erreger muss nach dem Eindringen in die Wirtszelle die zellulären Abwehrmechanismen überstehen, wofür die Erreger über verschiedene Mechanismen (z. B. Pathogenitätsfaktoren) verfügen. Dies sind beispielsweise bei Viren das Ausschalten der zellulären Apoptose, bei Bakterien und Parasiten verschiedene Mechanismen gegen die zelluläre Verdauung in endosomalen Bläschen und Resistenz gegen das saure Milieu in den Endosomen. Fakultativ und obligat intrazelluläre Bakterien exprimieren zum Eindringen in die Wirtszelle sogenannte Invasine. Das Eindringen kann hierbei ein durch den Erreger induzierter aktiver Prozess sein, oder er erfolgt passiv über eine Endozytose. Einige Erreger (z. B. Toxoplasma spp.) verhindern die Verschmelzung des phagozytierenden Endosoms (Phagosom) mit Lysosomen, um so der Zerstörung zu entgehen. Bei Listerien wird die Phagosomenmembran lysiert und damit der Verdau der Erreger verhindert. Für diese Mechanismen zur Etablierung einer Infektion der Wirtszelle, werden neben den Invasinen auch Aggressine (Schädigung der Wirtszelle), Impedine (Hemmung der Immunantwort) und Moduline (Induzierung von Zytokinen) exprimiert.
Die Wirtszelle kann im Lauf der Infektion durch den Erreger lysiert werden, die Zelle wird dadurch zerstört und der Zellinhalt mitsamt den neu gebildeten Erregern freigesetzt. Bei einigen Viren verbleibt das genetische Material in der Wirtszelle, bei Retroviren als in das Wirtsgenom integrierte virale DNA (Provirus) oder bei Hepadnaviren und Herpesviren als episomale cccDNA. Bei einigen Bakterien wie den Chlamydien können Ruheformen in der Zelle verbleiben. Ausgehend von diesen Latenzstadien der Erreger, kann durch eine Reaktivierung der Erreger die Vermehrung erneut einsetzen.